# Vườn quốc gia Vadvetjåkka
Vườn quốc gia Vadvetjåkka là một vườn quốc gia nằm tại đô thị Kiruna, Norrbotten, Thụy Điển. Được thành lập vào năm 1920, vườn quốc gia này có diện tích 26,3 km² nằm về phía của hồ Torneträsk, thuộc miền bắc Sápmi, trên biên giới với Na Uy.
Vườn quốc gia này bảo tồn cảnh quan tự nhiên khu vực núi cao phía bắc với những cánh rừng bạch dương, đầm lầy, sông băng và thung lũng dọc bắc-nam dưới chân núi. Do vị trí không xa Đại Tây Dương là mấy nên vườn quốc gia này có lượng mưa thường xuyên hơn so với ở vùng núi khác của Thụy Điển.
Đây là một khu vực khó tiếp cận, có một đường mòn từ vũng Pålnoviken trong hồ Tornetrask đến vườn quốc gia. Còn các tour du lịch chủ yếu là từ Abisko và Björkliden.